# Be More Kind
Be More Kind je sedmé studiové album britského zpěváka Franka Turnera. Album bylo vydáno 4. května 2018 vydavatelstvím Xtra Mile Recordings. Album se umístilo v několika světových žebříčcích, především ve Spojeném království, kde se vyšplhalo na třetí místo UK Albums Chart. Ve Spojených státech dosáhlo na 95. místo Billboard 200.

## Seznam skladeb
| Seznam skladeb alba Be More Kind | Seznam skladeb alba Be More Kind | Seznam skladeb alba Be More Kind |
| Pořadí                           | Název                            | Délka                            |
| -------------------------------- | -------------------------------- | -------------------------------- |
| 1.                               | Don't Worry                      | 3:13                             |
| 2.                               | 1933                             | 3:07                             |
| 3.                               | Little Changes                   | 3:26                             |
| 4.                               | Be More Kind                     | 4:06                             |
| 5.                               | Make America Great Again         | 3:28                             |
| 6.                               | Going Nowhere                    | 3:59                             |
| 7.                               | Brave Face                       | 3:36                             |
| 8.                               | There She Is                     | 3:48                             |
| 9.                               | 21st Century Survival Blues      | 3:58                             |
| 10.                              | Blackout                         | 3:56                             |
| 11.                              | Common Ground                    | 4:14                             |
| 12.                              | The Lifeboat                     | 4:10                             |
| 13.                              | Get It Right                     | 3:26                             |
| Celková délka:                   | Celková délka:                   | 48:27                            |